# Pyrolirion tarahuasicum
Pyrolirion tarahuasicum är en amaryllisväxtart som beskrevs av Pierfelice Ravenna. Pyrolirion tarahuasicum ingår i släktet Pyrolirion och familjen amaryllisväxter.
Artens utbredningsområde är Peru. Inga underarter finns listade i Catalogue of Life.